# Ivan Steblin-Kamenskij
Ivan Michajlovitj Steblin-Kamenskij (ryska: Иван Михайлович Стеблин-Каменский), född 5 november 1945 i Leningrad, död 3 maj 2018 i Sankt Petersburg, var en ledande sovjetisk och rysk iranist, lingvist, översättare och poet. Han var ordinarie ledamot av Rysslands Vetenskapsakademi (2003) och professor vid Sankt Petersburgs universitet (1987).

## Biografi
Steblin-Kamenskij, som var son till skandinavisten Michail Steblin-Kamenskij, var en framstående expert på språken och folken i Pamir (där han deltog i och genomförde ett stort antal etnografiska expeditioner), på den tidiga zoroastrismen och avestiskan, det forniranska språk på vilket Zarathustra menas ha författat sina skrifter. Han var en världsledande specialist på wakhi, ett västiranskt språk som talas i Pamir (och därmed i delar av Afghanistan, Pakistan, Tadzjikistan och Kina) och för vilket han författade den första etymologiska ordboken.
1967 arbetade Steblin-Kamenskij som rysklärare i en byskola i Pamir. Han var medlem och ledamot av ett stort antal lärda sällskap och författare till över 150 vetenskapliga arbeten. Han översatte flera av zoroastrismens tidiga heliga skrifter från originalspråket till ryska, liksom dikter av de persiska skalderna Omar Khayyam och Hafez, men översatte även centrala verk om zoroastrismen av forskare som Mary Boyce.